# Home Insurance Building
Le Home Insurance Building était un immeuble de la ville de Chicago (Illinois, États-Unis) situé au 127 Old Rte 66 (à l'angle de Adams Street et LaSalle Street) dans le secteur financier du Loop (Downtown Chicago). Il a été construit par l'architecte et ingénieur William Le Baron Jenney en 1885. D'une hauteur de 42 mètres, le Home Insurance Building est célèbre pour être le premier gratte-ciel moderne de l'histoire de l'architecture,,.
La caractéristique principale du Home Insurance Building est qu'il fut le premier bâtiment à utiliser une construction à ossature en acier pour le soutenir, supprimant complètement la fonction porteuse de son revêtement en maçonnerie. Dans son cas, les colonnes en acier furent encastrées dans les murs et leurs capacités de charge semblent être secondaire par rapport à la capacité de la maçonnerie. Sa charpente métallique intégrale lui permit d'obtenir une hauteur et une stabilité bien supérieures et bien plus importantes que les autres constructions en maçonnerie traditionnelle. Le Home Insurance Building révolutionna, à travers l'ingéniosité de sa conception, l'histoire des premiers immeubles de grande hauteur.
À l'instar du Montauk Building et du Rookery Building, le Home Insurance Building est l'un des bâtiments les plus emblématiques du courant architectural de l'École de Chicago aussi connu comme le « style Chicago ».
Le plus ancien gratte-ciel de Chicago datant de cette époque, et non démoli, est le Monadnock Building (1889-1891). À ce jour, les bâtiments à ossature en acier les plus anciens de Chicago encore existants sont le Ludington Building (1891-1892) et le Reliance Building (1890-1895).

## Histoire
Construit selon les plans de l'architecte et ingénieur William Le Baron Jenney, le Home Insurance Building fut achevé en 1885 ; à l'origine le bâtiment compta 10 étages et s'éleva à une hauteur de 138 pieds (42 mètres). Au cours de sa construction, les autorités municipales de Chicago furent tellement inquiètes sur l'hypothétique effondrement de l'édifice qu'elles interrompirent les travaux durant plusieurs semaines afin d'assurer la sécurité du voisinage. Entre 1890 et 1891, deux étages supplémentaires furent ajoutés au bâtiment, portant le nombre d'étages à douze et la hauteur totale de l'édifice à 180 pieds (55 mètres).
Le Home Insurance Building fut le tout premier d'une nouvelle génération de gratte-ciel à charpente métallique à être construit dans une ville des États-Unis. La conception de l'édifice servit de référence aux villes du monde entier et pour diverses innovations dans le domaine du bâtiment, notamment la construction d'ascenseurs modernes, rapides et sécurisés, la conception de nouveaux systèmes statiques de contreventements et le développement de la plomberie moderne.
Cependant, la structure du bâtiment ne fut pas parfaite. En effet, une partie du poids était toujours supportée par la maçonnerie des murs et les éléments métalliques furent vissés ensemble et non rivetés. Cependant, sa construction engendra néanmoins un progrès significatif dans la conception des bâtiments de grande hauteur.

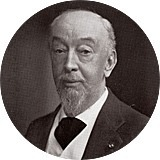
William Le Baron Jenney, célèbre architecte de Chicago et concepteur du Home Insurance Building.

Cette réalisation de l'architecte William Le Baron Jenney ouvrit la voie au travail et sur la manière de concevoir les gratte-ciel du groupe d'architectes et d'ingénieurs qui firent partie de ce qui devint plus tard connu sous le nom d'École de Chicago ; ensemble, les architectes de ce mouvement tels que Daniel Burnham, Louis Sullivan, John Wellborn Root, William Holabird ou encore Martin Roche allèrent développer les gratte-ciel modernes au cours des dernières années du XIXe siècle et des premières années du XXe siècle.
Plusieurs membres importants de ce mouvement travaillèrent à un moment donné dans le bureau de Jenney, notamment Daniel Burnham (qui conçut le Reliance Building, le Monadnock Building et le Rookery Building à Chicago ou encore le célèbre Flatiron Building à New York), John Wellborn Root et Louis Sullivan. Bien que la ville de New York devint connue plus tard pour avoir porté les gratte-ciel à de nouveaux sommets, Chicago conserva son titre de berceau des gratte-ciel, grâce à Jenney et aux autres membres de l'École de Chicago. Le premier de ces bâtiments historiques, le Home Insurance Building, fut démoli en 1931 pour faire place au Field Building (aujourd'hui connu sous le nom de LaSalle National Bank Building).
Construit entre 1882 et 1883 par les architectes Daniel Burnham et John Wellborn Root, le Montauk Building, un autre bâtiment de Chicago, fut considéré par certains comme étant le premier véritable bâtiment à être appelé un « gratte-ciel »,. Dans son livre historique Le Diable dans la ville blanche (The Devil in the White City) paru en 2003 et dont l'action se déroule à Chicago durant l'Exposition universelle de 1893 (World's Columbian Exposition), l'auteur Erik Larson affirma que le Montauk Building devint le premier bâtiment à être appelé « gratte-ciel ». Dans sa monographie de 1974, Burnham of Chicago, l'auteur Thomas Hines fit une affirmation similaire. Cependant, en raison de son architecture unique, de son utilisation de l'ossature métallique et de sa hauteur (15 mètres de plus que le Montauk Building), le Home Insurance Building est la référence officielle lorsqu'il s'agit de déterminer l'identité du premier gratte-ciel construit à Chicago.

## Caractéristiques
Les principaux matériaux utilisés pour la construction du Home Insurance Building furent l'acier et la brique. Si le bâtiment avait été entièrement construit en pierre, il aurait pesé plus de trois fois son poids. À la fin du XIXe siècle, sa taille fut considérée comme phénoménale : formant un pavé droit, le bâtiment compta dix étages (puis douze en 1890) pour 42 mètres de haut. Le Home Insurance Building comprenait près de 580 fenêtres[réf. nécessaire].
Pour laisser entrer un maximum de lumière naturelle à l'intérieur du Home Insurance Building, l'architecte William Le Baron Jenney utilisa une cage interne en fer et en acier pour libérer l'extérieur de son rôle de support de charge. Les colonnes en acier les plus extérieures du bâtiment furent revêtues de maçonnerie, mais uniquement pour les protéger du feu. L'extérieur ne pouvait plus être qu'un « mur-rideau », composé presque exclusivement de fenêtres.